# هوارد نيومان
هوارد نيومان (بالإنجليزية: Howard Newman)‏ هو رسام أمريكي، ولد في 1943 في إليزابيث في الولايات المتحدة.

## وصلات خارجية
- الموقع الرسمي